# Архимандрит Филарет (Гранић)
Филарет Гранић (Велика Кикинда, 13. септембар 1883 — Београд, 3. фебруар 1948) био је српски византолог и теолог, архимандрит.

## Биографија
Рођен је у Великој Кикинди као Бранко Гранић 13. септембра (1. септембра по јулијанском календару) 1883. Гимназију је завршио у Новом Саду а студирао је у Бечу и Минхену код познатог византолога Карла Крумбахера где је и докторирао. Његово световно име било је Бранко. По повратку са студија се замонашио и добио име Филарет.
Научну каријеру је започео у Скопљу 1922. као доцент на Филозофском факултету, где је 1926. изабран за ванредног професора византологије. 1929. прелази на Богословски факултет у Београду где је постављен на катедру за Патрологију, а од 1936, као редовни професор предаје патристику и канонско право. Од 1932. је и хонорарни професор на Филозофском факултету где предаје византијску историју заједно са Георгијем Острогорским. 1935. је изабран за дописног, а 1940. за редовног члана Српске академије наука.
Оставио је за собом велики број радова из историје хришћанске и српске цркве, а посебно из правне историје и историје институција у Византији и средњовековној Србији. Његове радове карактерише минуцуиозно проучавање извора и солидна обрада материјала који проучава. Своју огромну библиотеку је поклонио византолошком институту САНУ.
Помињемо неке његове радове: Правни положај и организација грчких манастира по Јустинијановом праву, Црквеноправне одредбе Хиландарског типика Св. Саве о настојатељу и осталим манастирским функционерима, Проблем сазива васељенског сабора, Монаштво у служби ближњега у старом и средњем веку.